# 桃園市立陽明高級中等學校

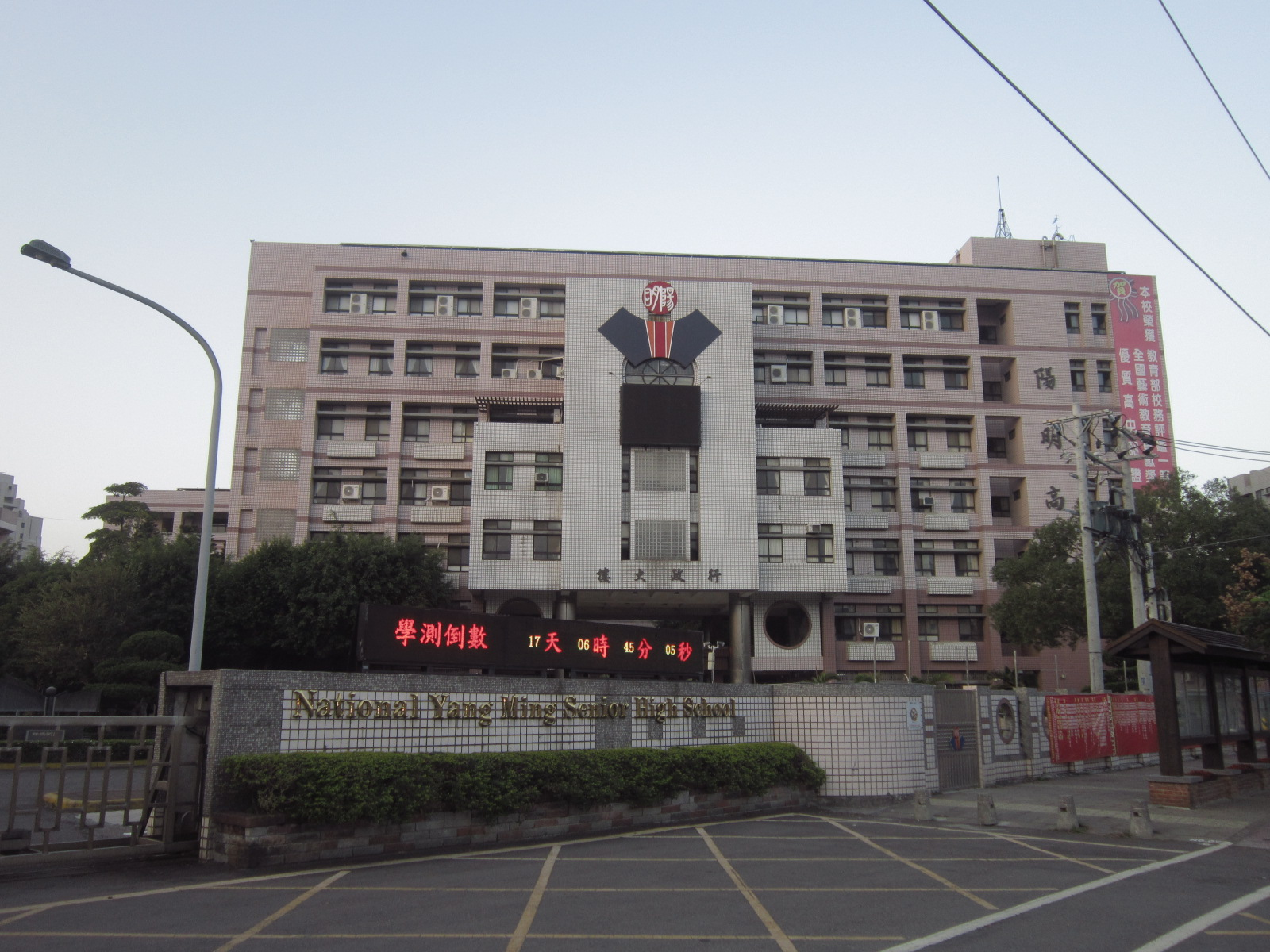
桃園市立陽明高中的大門及教學行政大樓，大門上方設有記錄大學學科能力測驗倒數日期的電子看板

桃園市立陽明高級中等學校（英語：Taoyuan Municipal Yang Ming Senior High School），簡稱陽明高中、桃園陽明，是一所位於臺灣桃園市桃園區的市立高中。 經桃園市教育局評鑑為頂尖學校，於(109)年度起，與武陵高中、桃園高中、內壢高中等4所頂尖高中規劃訂定「桃園市頂尖教育計畫」共同開設跨校彈性課程。

## 沿革
- 1990年10月，台灣省政府核派桃園縣教育局局長李阿成兼任籌備處主任，校名暫定為「台灣省立桃園第二高級中學」，11月籌備處成立。
- 1991年1月，取紀念王陽明及鄰近陽明社區之意，更名為「台灣省立陽明高級中學」，校地原為埤塘。
- 1992年7月1日正式設校，籌備處主任李阿成奉派為首任校長，同年招收普通班新生6班，惟因校舍尚未完工，暫借於桃園市東門國民小學及省立桃園啟智學校上課。
- 1993年9月，遷回新建校區辦公上課。
- 1995年9月，全部校舍完工。
- 2000年2月，精省前為省立陽明高級中學，改名為國立陽明高級中學。
- 2018年1月，改隸桃園市政府教育局，更名為桃園市立陽明高級中等學校。

## 校長
| 任期 | 姓名       | 任職日期   | 離職日期   | 備註                                                                                |
| ---- | ---------- | ---------- | ---------- | ----------------------------------------------------------------------------------- |
| 1    | 李阿成先生 | 1992年7月  | 2000年7月  | 原桃園縣教育局長轉任，屆齡退休。                                                    |
| 2    | 謝泳波先生 | 2000年8月  | 2006年7月  | 原教務主任升任，調任國立中壢高級家事商業職業學校。                                  |
| 3    | 林清波先生 | 2006年8月  | 2014年7月  | 原國立內壢高級中學教務主任升任，調任國立武陵高級中學。                              |
| 4    | 游文聰先生 | 2014年8月  | 2018年7月  | 原國立羅東高級中學校長轉任，調任桃園市立桃園高級中等學校。                          |
| 5    | 宋慶瑋先生 | 2018年8月  | 2019年11月 | 原桃園市立福豐國民中學校長轉任，後調任桃園市政府教育局。                            |
| 代理 | 黃懷德先生 | 2019年11月 | 2020年7月  | 桃園市政府教育局高級中等教育科課程督學代理，2020年8月升任桃園市立永豐高級中等學校。 |
| 6    | 林裕豐先生 | 2020年8月  | 現任       | 原桃園市立永豐高級中等學校校長轉任。                                                |

## 姊妹校
- 日本 千葉縣 成田國際高校
- 日本 鳥取縣 鳥取縣立米子東高等學校

## 外部連結
- 桃園市立陽明高級中等學校 （页面存档备份，存于）